# Challenger de Orlando II 2021
El torneo Orlando Open 2021 fue un torneo profesional de tenis. Perteneció al ATP Challenger Series 2021. Se disputó en su 4ª edición sobre superficie dura, en Orlando, Estados Unidos entre el 07 al el 13 de junio de 2021.

## Jugadores participantes del cuadro de individuales
| Favorito | País                      | Jugador           | Rank1 | Posición en el torneo    |
| -------- | ------------------------- | ----------------- | ----- | ------------------------ |
| 1        | Bandera de Japón          | Yasutaka Uchiyama | 115   | Primera ronda            |
| 2        | Bandera de China Taipéi   | Jason Jung        | 160   | Primera ronda            |
| 3        | Bandera de Estados Unidos | Jenson Brooksby   | 163   | Cuartos de final, retiro |
| 4        | Bandera de Italia         | Paolo Lorenzi     | 167   | Primera ronda            |
| 5        | Bandera de Ecuador        | Emilio Gómez      | 179   | Cuartos de final         |
| 6        | Bandera de Estados Unidos | Ernesto Escobedo  | 188   | Primera ronda            |
| 7        | Bandera de Argentina      | Guido Andreozzi   | 200   | Segunda ronda            |
| 8        | Bandera de Estados Unidos | Mitchell Krueger  | 207   | Segunda ronda            |

- 1 Se ha tomado en cuenta el ranking del 31 de mayo de 2021.

### Otros participantes
Los siguientes jugadores recibieron una invitación (wild card), por lo tanto ingresan directamente al cuadro principal (WC):
- Oliver Crawford
- Sam Riffice
- Donald Young

Los siguientes jugadores ingresan al cuadro principal tras disputar el cuadro clasificatorio (Q):
- Dayne Kelly
- Stefan Kozlov
- Nicolás Mejía
- Thiago Agustín Tirante

## Campeones

### Individual Masculino
- Christopher Eubanks derrotó en la final a  Nicolás Mejía, 2–6, 7–6(3), 6–4

### Dobles Masculino
- Christian Harrison /  Peter Polansky derrotaron en la final a  JC Aragone /  Nicolás Barrientos, 6–2, 6–3